# Конституция Пенсильвании (1776)

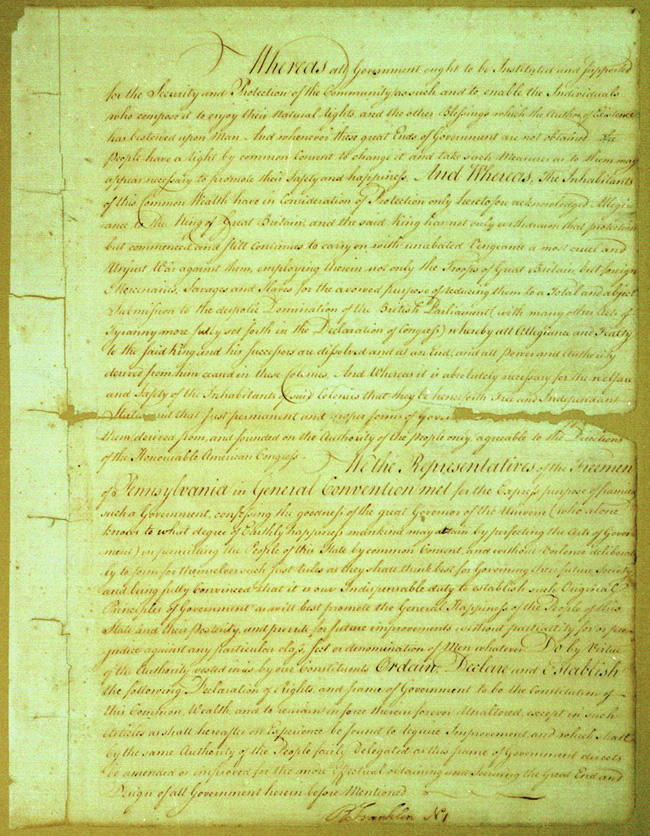
Первая страница Конституции Пенсильвании 1776 года

Конституция Пенсильвании 1776 года — первая конституция штата Пенсильвания, известная как самая демократическая конституция среди всех американских конституций того времени. Её проект составили Тимоти Мэтлэк, Томас Янг, Джордж Брайан и Бенжамин Франклин. Конституция сформировала новый, крайне демократический формат правительства, ввела почти всеобщее право голосования, и, предположительно, повлияла на французскую конституцию 1793 года. Конституция содержала Декларацию прав, схожую с Вирджинской декларацией прав.

## История создания
10 мая 1775 года в Филадельфии собрался Второй Континентальный конгресс. Он постановил сформировать регулярную армию, назначил Джорджа Вашингтона главнокомандующим, призвал сформировать шесть стрелковых пенсильванских рот для помощи Массачусетсу и предпринял меры по укреплению Делаверской бухты. Появление Конгресса усилило хаос в Пенсильвании: теперь Ассамблея, провинциальные конференции, революционные комитеты и сам Конгресс постоянно издавали приказы и постановления, не имея возможности привести их в исполнение. Лоялисты были практически вытеснены из политики к концу 1775 года, и это только усилило различие между умеренными вигами и радикалами, которых стали называть Индепендентами. В Ассамблее доминировали модераторы, которые уведомили своих делегатов на Конгрессе, чтобы они отклоняли всякие предложения по отделению от метрополии. Когда в январе 1776 года Томас Пейн опубликовал свой памфлет «Здравый смысл», Ассамблея осудила его как избыточно радикальный. Позиция Ассамблеи стала раздражать Континентальный Конгресс, но в мае 1776 года прошли выборы в Ассамблею, и умеренные виги снова победили.
15 мая 1776 года Конгресс призвал колонии формировать новые правительства, и тогда пенсильванские радикалы предложили созвать Провинциальную конференцию 18 июня. Эта конференция, где доминировали радикалы, объявила, что Пенны, собственники колонии, не способны эффективно управлять колонией, поэтому необходимо принять новую конституцию. Для этого было решено созвать делегатов на Конституционный конвент, но предполагалось выбирать их не обычным способом, а допускать до голосования только лиц, одобренных комитетами ассоциаторов. Каждый делегат конвента должен был отречься от подданства королю и дать религиозную клятву. Эти меры практически отстраняли от участия в конвенте умеренных вигов и квакеров. Историк Филип Клейн писал, что такие особые меры показывают, что радикалы в тот момент считали себя в колонии меньшинством.
В эти дни Конгресс уже готовил Декларацию независимости. 24 июня Пенсильванская Конференция одобрила проект Декларации и отозвала запрет депутатам голосовать за независимость. 2 июля прошло голосование по Декларации: Франклин, Мортон и Уилсон проголосовали за, Уилинг и Хэмфриз против, а Дикинсон и Моррис воздержались. 15 июля собрался Конституционный конвент под председательством Франклина.

### Статьи
- Wm. H. Egle. The Constitutional Convention of 1776 (англ.) // The Pennsylvania Magazine of History and Biography. — University of Pennsylvania Press, 1879. — Vol. 3, iss. 1. — P. 96—101.
- Selsam, J. Paul. Brissot De Warville on the Pennsylvania Constitution of 1776 (англ.) // The Pennsylvania Magazine of History and Biography. — University of Pennsylvania Press, 1948. — Vol. 72, iss. 1. — P. 25—43.
- Williams, Robert F. The Influences of Pennsylvania's 1776 Constitution on American Constitutionalism during the Founding Decade (англ.) // The Pennsylvania Magazine of History and Biography. — University of Pennsylvania Press, 1988. — Vol. 112, iss. 1. — P. 25—48.